# Раимбачаева, Винера Калыбековна
Раимбачаева Винера Калыбековна  (род. 5 декабря 1968, город Джалал-Абад) — депутат Жогорку Кенеша Кыргызской Республики VII созыва от политической партии «Ыйман Нуру» (с 2021 года). Председателем Комитета по социальной политике (с мая 2022 года).

## Биография

### Детство
Родилась 5 декабря 1968 года в городе Джалал-Абад Советской республики Киргизия. 

### Образование
Имеет высшее образование. В 1994 году завершила обучение в Кыргызском государственном медицинском институте, на факультете «лечебное дело», получила специальность врач-лечебник. С 1994 по 1995 годы проходила обучение в интернатуре, на кафедре акушерства и гинекологии №2, факультета акушерства и гинекологии медицинского института.

### Трудовая деятельность
В 1996 году стала работать врачом акушером-гинекологом в больнице города Шопоков. С 1997 по 2005 годы - врач акушер-гинеколог гинекологического отделения Сокулукской районной больницы Чуйской области. С 2005 по 2009 годы работала врачом акушер-гинеколог родильного отделения Сокулукской районной больницы. С 2012 года - заведующая гинекологическим отделением Сокулукской районной больницы, также с этого времени - акушер-гинеколог ЦОВП Сокулукского района.
В ноябре 2021 года избрана депутатом VII созыва Жогорку Кенеша Кыргызской Республики от политической партии «Ыйман Нуру». С мая 2022 года являлется  Председателем Комитета по социальной политике.

### Семья
Мать четверых детей. 